# Saint-Just-en-Chevalet
Saint-Just-en-Chevalet je naselje in občina v jugovzhodnem francoskem departmaju Loire regije Rona-Alpe. Leta 2009 je naselje imelo 1.187 prebivalcev.

## Geografija
Kraj leži v pokrajini Forez ob rečici Boën, 30 km jugozahodno od Roanne.

## Uprava
Saint-Just-en-Chevalet je sedež istoimenskega kantona, v katerega so poleg njegove vključene še občine Champoly, Cherier, Cremeaux, Juré, Saint-Marcel-d'Urfé, Saint-Priest-la-Prugne, Saint-Romain-d'Urfé, La Tuilière in Chausseterre s 4.683 prebivalci (v letu 2009).
Kanton Saint-Just-en-Chevalet je sestavni del okrožja Roanne.

## Zanimivosti
- cerkev sv. Justa,
- grad Château de Contenson, od starega gradu, prenovljenega v 19. stoletju, je ohranjen donžon iz 16. stoletja in soba Ludvika XV., francoski zgodovinski spomenik od leta 1975,
- kapela Notre-Dame-du-Château.